# Weinbau in New Jersey
Weinbau in New Jersey bezeichnet den Weinbau im amerikanischen Bundesstaat New Jersey. Gemäß US-amerikanischem Gesetz ist jeder Bundesstaat und jedes County eine geschützte Herkunftsbezeichnung und braucht nicht durch das Bureau of Alcohol, Tobacco, Firearms and Explosives als solche anerkannt zu werden.
Erste Versuche mit dem Weinbau können bis auf das Jahr 1787 zurückverfolgt werden. Die 1864 gegründete Renault Winery zählt zu den ältesten noch betriebenen Weingüter der Vereinigten Staaten.
Bis zum Jahr 1981 war der Weinbau gesetzlich nur stark limitiert möglich. Seit der Lockerung der Gesetze produzieren 19 Weingüter, die meist familiengeführt sind, jährlich ca. 3,8 Millionen Liter Wein. Mit dieser Menge liegt New Jersey auf Rang 5 Ausstoßmenge/Bundesstaat in den Vereinigten Staaten.
Aufgrund des kühlen Klimas gibt es einen bedeutenden Anteil von französischen Hybridreben (z. B. Chambourcin, Chancellor,…) sowie autochthonen Abkömmlingen amerikanischer Wildreben.